# Tây Hương
Tây Hương (chữ Hán phồn thể:西鄉縣, chữ Hán giản thể: 西乡县, âm Hán Việt: Tây Hương huyện) là một huyện thuộc địa cấp thị Hán Trung, tỉnh Thiểm Tây, Cộng hòa Nhân dân Trung Hoa. Huyện này có diện tích 3240 ki-lô-mét vuông, dân số 410.000, trong đó dân số nông nghiệp là 360.000 người. Về mặt hành chính, huyện này được chia thành 14 trấn, 11 hương. Địa hình huyện này chủ yếu là đồi núi với 64,7% là núi, 28,5% là đồi, 6,8% là sông và đồng bằng. Độ cao từ 371,2–2413 m so với mực nước biển. Tổng cộng có 14 dân tộc sinh sống ở đây, trong đó người Hán chiếm 98,8%, ngoài ra còn các dân tộc khác như Mông Cổ, Miêu, Choang, Mãn, Đồng, Bạch.

## Khí hậu
| Dữ liệu khí hậu của Tây Hương, elevation 446 m (1.463 ft), (1991–2020 normals) | Dữ liệu khí hậu của Tây Hương, elevation 446 m (1.463 ft), (1991–2020 normals) | Dữ liệu khí hậu của Tây Hương, elevation 446 m (1.463 ft), (1991–2020 normals) | Dữ liệu khí hậu của Tây Hương, elevation 446 m (1.463 ft), (1991–2020 normals) | Dữ liệu khí hậu của Tây Hương, elevation 446 m (1.463 ft), (1991–2020 normals) | Dữ liệu khí hậu của Tây Hương, elevation 446 m (1.463 ft), (1991–2020 normals) | Dữ liệu khí hậu của Tây Hương, elevation 446 m (1.463 ft), (1991–2020 normals) | Dữ liệu khí hậu của Tây Hương, elevation 446 m (1.463 ft), (1991–2020 normals) | Dữ liệu khí hậu của Tây Hương, elevation 446 m (1.463 ft), (1991–2020 normals) | Dữ liệu khí hậu của Tây Hương, elevation 446 m (1.463 ft), (1991–2020 normals) | Dữ liệu khí hậu của Tây Hương, elevation 446 m (1.463 ft), (1991–2020 normals) | Dữ liệu khí hậu của Tây Hương, elevation 446 m (1.463 ft), (1991–2020 normals) | Dữ liệu khí hậu của Tây Hương, elevation 446 m (1.463 ft), (1991–2020 normals) | Dữ liệu khí hậu của Tây Hương, elevation 446 m (1.463 ft), (1991–2020 normals) |
| Tháng                                                                          | 1                                                                              | 2                                                                              | 3                                                                              | 4                                                                              | 5                                                                              | 6                                                                              | 7                                                                              | 8                                                                              | 9                                                                              | 10                                                                             | 11                                                                             | 12                                                                             | Năm                                                                            |
| ------------------------------------------------------------------------------ | ------------------------------------------------------------------------------ | ------------------------------------------------------------------------------ | ------------------------------------------------------------------------------ | ------------------------------------------------------------------------------ | ------------------------------------------------------------------------------ | ------------------------------------------------------------------------------ | ------------------------------------------------------------------------------ | ------------------------------------------------------------------------------ | ------------------------------------------------------------------------------ | ------------------------------------------------------------------------------ | ------------------------------------------------------------------------------ | ------------------------------------------------------------------------------ | ------------------------------------------------------------------------------ |
| Trung bình ngày tối đa °C (°F)                                                 | 8.2 (46.8)                                                                     | 11.6 (52.9)                                                                    | 17.2 (63.0)                                                                    | 23.0 (73.4)                                                                    | 26.5 (79.7)                                                                    | 29.7 (85.5)                                                                    | 31.9 (89.4)                                                                    | 31.5 (88.7)                                                                    | 25.8 (78.4)                                                                    | 19.9 (67.8)                                                                    | 13.8 (56.8)                                                                    | 8.8 (47.8)                                                                     | 20.7 (69.2)                                                                    |
| Trung bình ngày °C (°F)                                                        | 2.7 (36.9)                                                                     | 5.7 (42.3)                                                                     | 10.4 (50.7)                                                                    | 15.8 (60.4)                                                                    | 19.9 (67.8)                                                                    | 23.8 (74.8)                                                                    | 26.2 (79.2)                                                                    | 25.6 (78.1)                                                                    | 20.7 (69.3)                                                                    | 15.2 (59.4)                                                                    | 9.1 (48.4)                                                                     | 3.8 (38.8)                                                                     | 14.9 (58.8)                                                                    |
| Tối thiểu trung bình ngày °C (°F)                                              | −1.0 (30.2)                                                                    | 1.6 (34.9)                                                                     | 5.6 (42.1)                                                                     | 10.7 (51.3)                                                                    | 15.1 (59.2)                                                                    | 19.4 (66.9)                                                                    | 22.1 (71.8)                                                                    | 21.5 (70.7)                                                                    | 17.5 (63.5)                                                                    | 12.3 (54.1)                                                                    | 6.2 (43.2)                                                                     | 0.6 (33.1)                                                                     | 11.0 (51.8)                                                                    |
| Lượng Giáng thủy trung bình mm (inches)                                        | 5.0 (0.20)                                                                     | 9.6 (0.38)                                                                     | 26.6 (1.05)                                                                    | 57.2 (2.25)                                                                    | 99.2 (3.91)                                                                    | 110.7 (4.36)                                                                   | 151.1 (5.95)                                                                   | 126.1 (4.96)                                                                   | 133.1 (5.24)                                                                   | 88.5 (3.48)                                                                    | 34.6 (1.36)                                                                    | 6.9 (0.27)                                                                     | 848.6 (33.41)                                                                  |
| Số ngày giáng thủy trung bình (≥ 0.1 mm)                                       | 3.9                                                                            | 5.0                                                                            | 8.3                                                                            | 10.1                                                                           | 12.5                                                                           | 12.6                                                                           | 12.9                                                                           | 11.0                                                                           | 13.5                                                                           | 13.3                                                                           | 9.3                                                                            | 5.3                                                                            | 117.7                                                                          |
| Số ngày tuyết rơi trung bình                                                   | 3.2                                                                            | 1.6                                                                            | 0.4                                                                            | 0.1                                                                            | 0                                                                              | 0                                                                              | 0                                                                              | 0                                                                              | 0                                                                              | 0                                                                              | 0.3                                                                            | 1.1                                                                            | 6.7                                                                            |
| Độ ẩm tương đối trung bình (%)                                                 | 77                                                                             | 72                                                                             | 71                                                                             | 75                                                                             | 76                                                                             | 78                                                                             | 80                                                                             | 80                                                                             | 84                                                                             | 87                                                                             | 87                                                                             | 82                                                                             | 79                                                                             |
| Số giờ nắng trung bình tháng                                                   | 77.4                                                                           | 82.1                                                                           | 124.4                                                                          | 152.7                                                                          | 160.5                                                                          | 157.3                                                                          | 183.4                                                                          | 185.0                                                                          | 106.9                                                                          | 85.0                                                                           | 68.2                                                                           | 73.0                                                                           | 1.455,9                                                                        |
| Phần trăm nắng có thể                                                          | 24                                                                             | 26                                                                             | 33                                                                             | 39                                                                             | 37                                                                             | 37                                                                             | 42                                                                             | 45                                                                             | 29                                                                             | 24                                                                             | 22                                                                             | 24                                                                             | 32                                                                             |
| Nguồn: China Meteorological Administration                                     |                                                                                |                                                                                |                                                                                |                                                                                |                                                                                |                                                                                |                                                                                |                                                                                |                                                                                |                                                                                |                                                                                |                                                                                |                                                                                |